# Henry Sloughter
Henry Sloughter († 23. Juli 1691) war im Jahr 1691 englischer Gouverneur der Provinz New York.

## Leben
Über Henry Sloughter gibt es kaum verwertbare Quellen. Sein Leben vor 1690 liegt komplett im Dunklen. Er muss aber englischer Offizier gewesen sein. Im Jahr 1690 hatte er den Rang eines Obersts erreicht. In diesem Jahr wurde die Provinz New York von der sogenannten Leisler-Rebellion erschüttert. Am Ende dieses Jahres ernannte König Wilhelm III Oberst Sloughter zum neuen Gouverneur der Provinz. Aufgrund verschiedener Umstände, wie z. B. schlechtes Wetter verzögerte sich die Ankunft Sloughters in New York. Sein Vizegouverneur Richard Ingoldesby kam vor ihm in New York an, wo er den Kampf gegen die Rebellion aufnahm. Als Sloughter ankam, erreichte dieser Kampf gerade seinen Höhepunkt. Es gelang ihm, Jakob Leisler zur Aufgabe zu bewegen. Dieser wurde inhaftiert und wegen Verrats und Mord angeklagt. Am 17. April 1691 wurde Leisler dann zum Tod verurteilt und am 17. Mai hingerichtet. Sloughter setzte sich ursprünglich für eine Verschiebung der Hinrichtung ein. Er wollte erst den Willen des Königs in dieser Sache erfahren. Allerdings konnte er sich nicht gegen den Druck der Gegner von Leisler durchsetzen. Schließlich unterschrieb er das Todesurteil.
In der Folge entstanden in der Provinz New York zwei Fraktionen. Eine unterstützte die neue Verwaltung und die andere hing der vergangenen Leisler-Rebellion weiterhin an. Das machte die Lage von Slougher als Gouverneur kompliziert. Im Wikipedia-Artikel über die Leisler-Rebellion wird über den Tod und die Schwierigkeiten von Sloughter wie folgt berichtet:
Original-Zitat: Der plötzliche Tod von Gouverneur Sloughter am 23. Juli 1691 führte in bestimmten Kreisen zu Spekulationen, dass er vergiftet worden sei, obwohl die Autopsie bestätigte, dass er an einer Lungenentzündung verstorben war. Er hinterließ einen Brief, in dem er den erheblichen Druck von außen beschrieb, unter dem er die Hinrichtung befohlen hatte. Es gab noch weitere Vorfälle während seiner Amtszeit; so wurde er von Ingoldesby, der nach Sloughters Tod die Amtsgeschäfte übernahm, dahingehend beschuldigt, die Summe von 1100 Pfund (heute ca. 198.900 Pfund), die zur Bezahlung der Milizen gedacht war, in die eigene Tasche gesteckt zu haben. Außerdem soll er ein erbeutetes und in einer Auktion versteigertes Schiff beschlagnahmt und dann ein zweites Mal verkauft haben Zitat Ende.
In der unten erwähnten, spärlichen Quelle wird noch erwähnt, er wäre 1691 für kurze Zeit Kolonialgouverneur von Massachusetts gewesen. In den entsprechenden Listen taucht sein Name aber nicht auf.
| Personendaten    | Personendaten                              |
| ---------------- | ------------------------------------------ |
| NAME             | Sloughter, Henry                           |
| KURZBESCHREIBUNG | Gouverneur der englischen Kolonie New York |
| GEBURTSDATUM     | 17. Jahrhundert                            |
| STERBEDATUM      | 23. Juli 1691                              |